# Pseudonapomyza alternantherae
Pseudonapomyza alternantherae este o specie de muște din genul Pseudonapomyza, familia Agromyzidae. A fost descrisă pentru prima dată de Seguy în anul 1951. Conform Catalogue of Life specia Pseudonapomyza alternantherae nu are subspecii cunoscute.